# Oecetis nigropunctata
Oecetis nigropunctata is een schietmot uit de familie Leptoceridae. De soort komt voor in het Oriëntaals en het Palearctisch gebied.